# Dražen Mužinić
Dražen Mužinić (ur. 25 stycznia 1953 w Splicie) – piłkarz chorwacki grający na pozycji środkowego pomocnika.

## Kariera klubowa
Mužinić większą część kariery piłkarskiej spędził w ojczyźnie grając w Hajduku Split. W jego barwach zadebiutował już w 1969 roku w wieku 16 lat i stał się objawieniem ligi. W Hajduku grał przez pełne 11 sezonów i przez ten czas rozegrał ponad 270 meczów ligowych. W latach 1971, 1974, 1975 i 1979 aż czterokrotnie zdobywał mistrzostwo Jugosławii, grał też z klubem w Pucharze Europy oraz pięciokrotnie zdobywał Puchar Jugosławii w latach 1972–1974 i 1976–1977. Latem 1980 Dražen wyjechał do Wielkiej Brytanii i za rekordowe 300 tysięcy funtów przeszedł do tamtejszego Norwich City, a do zespołu ściągnął go ówczesny menedżer John Bond. Zawodnik jednak nie znał języka angielskiego, a do tego nie prezentował dobrej formy. W Anglii zadebiutował 13 września 1980. W lidze rozegrał tylko 23 mecze, w tym 17 w pierwszym składzie. Jeszcze w trakcie pobytu Mužinicia w Norwich, z klubu odszedł menedżer Bond do Manchesteru City, a jego następca Ken Brown zdecydował się rozwiązać kontrakt z zawodnikiem. Mužinić zdecydował się więc zakończyć piłkarską karierę w wieku zaledwie 29 lat.
| Sezon   | Klub         | Kraj       | Rozgrywki          | Mecze | Bramki |
| ------- | ------------ | ---------- | ------------------ | ----- | ------ |
| 1969/70 | Hajduk Split | Jugosławia | 1. liga Jugosławii | 12    | 2      |
| 1970/71 | Hajduk Split | Jugosławia | 1. liga Jugosławii | 11    | 0      |
| 1971/72 | Hajduk Split | Jugosławia | 1. liga Jugosławii | 29    | 5      |
| 1972/73 | Hajduk Split | Jugosławia | 1. liga Jugosławii | 31    | 0      |
| 1973/74 | Hajduk Split | Jugosławia | 1. liga Jugosławii | 32    | 0      |
| 1974/75 | Hajduk Split | Jugosławia | 1. liga Jugosławii | 30    | 0      |
| 1975/76 | Hajduk Split | Jugosławia | 1. liga Jugosławii | 29    | 1      |
| 1976/77 | Hajduk Split | Jugosławia | 1. liga Jugosławii | 26    | 0      |
| 1977/78 | Hajduk Split | Jugosławia | 1. liga Jugosławii | 24    | 2      |
| 1978/79 | Hajduk Split | Jugosławia | 1. liga Jugosławii | 29    | 0      |
| 1979/80 | Hajduk Split | Jugosławia | 1. liga Jugosławii | 25    | 1      |
| 1980/81 | Norwich City | Anglia     | Division One       | 23    | 0      |

## Kariera reprezentacyjna
Reprezentacyjną karierę Mužinić rozpoczął od występów w młodzieżowych reprezentacjach Jugosławii, w których grał w latach 1970–1973. W pierwszej reprezentacji zadebiutował 17 kwietnia 1974 roku w przegranym w Zenicy meczu z ZSRR. W tym samym roku wziął udział w Mistrzostwach Świata w RFN. Zagrał tam 2 meczach: zremisowanym 0:0 z Brazylią oraz przegranym 0:2 z RFN, ale z kadrą narodową sukcesu nie osiągnął.
W 1976 roku Mužinić wystąpił w Mistrzostwach Europy, których gospodarzem była Jugosławia. Zagrał tam we wszystkich 4 meczach i ze swoją kadrą zajął 4. miejsce po porażce 2:3 po dogrywce z Holandią.
Karierę reprezentacyjną Mužinić kończył 10 października 1979 w przegranym 0:1 meczu w Walencji z Hiszpanią. W reprezentacji rozegrał 32 mecze i zdobył 1 gola.

## Sukcesy
- Mistrzostwo Jugosławii: 1971, 1974, 1975, 1979 z Hajdukiem
- Puchar Jugosławii: 1972, 1973, 1974, 1976, 1977 z Hajdukiem
- Udział w MŚ: 1974
- 4. miejsce ME: 1976